# Carla Valentino
Carla Valentino   (l'Alguer, 1966) és una professora de llengua, traductora i activista algueresa. Ha ocupat diversos càrrecs a Òmnium Cultural de l'Alguer, i ha col·laborat en el model d'estàndard del català alguerés, per exemple per mitjà de la traducció de Lo petit príncip en alguerés.